# Anales de Fulda
Annales fuldenses o Anales de Fulda es una crónica medieval que abarca el período entre los últimos años del reino franco unido bajo Luis el Piadoso (muerto en 840) hasta el final del gobierno carolingio en el este de Francia con la ascensión de Luis el Niño, en 900.
La crónica, iniciada por Eginardo y continuada por Rudolf de Fulda, constituye una valiosa contribución a la historia general de la época que relata por su estrecha relación con la corte.
A lo largo de este período son un registro contemporáneo acerca de los acontecimientos que describen y una fuente primaria para la historiografía carolingia. Por lo general, se leen como una contraparte a la narrativa que se encuentra en el oeste de los Annales Bertiniani francos.

## Autoría y manuscritos
Los Anales fueron compuestos en la abadía de Fulda, en Hesse. Una nota al pie en un manuscrito demuestra que para 838 habían sido compilados por Eginardo. Sin embargo, se ha argumentado convincentemente que esto solo podría haber sido de un copista colofón que había entrado de forma abusiva en la tradición manuscrita, una especie de accidente que estaba lejos de ser poco común en la escritura de la Edad Media. Sea como fuere, un segundo conjunto de notas sobre bases más sólidas atribuye los anales anteriores a 864 a Rodolfo de Fulda, cuyo manuscrito, aunque no se conserva, se menciona en fuentes independientes y ha dejado huellas en la tradición. Algunos eruditos creen que toda la obra se compiló por primera vez junta por un compilador desconocido en la década de  870. También se ha sugerido que fueron continuados
después de 864 por Meinhard, pero muy poco se sabe de este continuador de la obra de Rudolf. Sin embargo, ya después de 863 de los tres (Kurze) o dos (Hellman) grupos de manuscritos de los Anales en diferentes versiones que se superponen, continuaron la obra de Rudolf a 882 (o 887) y 896 (o 901). Las dos presuntas extensiones principales han elaborado el "Mainz" (Maguncia) y las continuaciones "bávaras", respectivamente. La versión Maguncia muestra fuertes vínculos con el círculo de Liutbert, arzobispo de Maguncia, y está escrita desde la perspectiva de Hesse, siendo partidario de Liutbert y los reyes a los que servía. La continuación de Baviera fue escrita probablemente en Ratisbona hacia 896 y, posteriormente, en Niederalteich.

## Fuentes

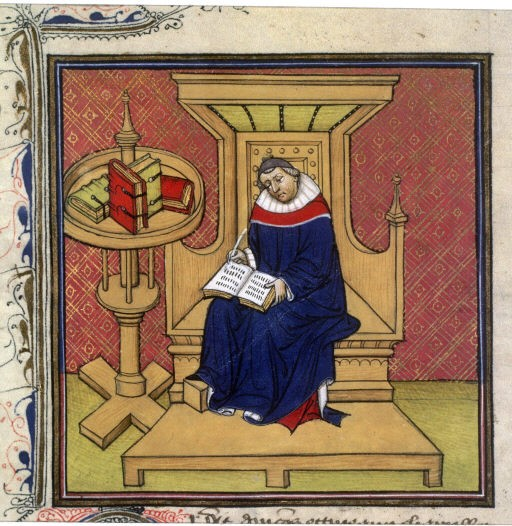
Eginardo, uno de los presuntos autores de los anales carolingios, la escritura - ilustración siglo XIV-XV.

## Contenido
Los eventos registrados en los anales incluyen la muerte de Luis el Piadoso y la posterior división del imperio franco en tres partes por el Tratado de Verdún. Después de 860, los anales se centran principalmente en los acontecimientos en el este de Francia y de su rey Luis el Germánico y sus hijos. También se describen con cierto detalle las incursiones llevadas a cabo por los vikingos (Horik I y Ragnar Lodbrok) en el Imperio Franco desde 845 en adelante. Otros eventos registrados en los anales incluyen diversos acontecimientos "milagrosos", como los cometas, los terremotos y las enfermedades. Los anales terminan en 901, un año después de la sucesión de Luis IV de Alemania.

## Importancia
Junto con los Annales Bertiniani (Anales de Saint-Bertin, las narrativas de los francos occidentales de los mismos hechos), los Anales de Fulda son la principal fuente para el estudio histórico carolingio del siglo IX.